# Ritt Momney
Ritt Momney ist der Künstlername des US-amerikanischen Popsängers Jack Rutter (* 12. Oktober 1999 in Salt Lake City). Mit seinem Cover des Songs Put Your Records On hatte er 2020 einen internationalen viralen Hit.

## Biografie
Jack Rutter wuchs im Bundesstaat Utah in der Mormonen-Hauptstadt Salt Lake City auf und ist Anhänger der Latter Day Saints (Kirche Jesu Christi der Heiligen der Letzten Tage). Während seiner Schulzeit gründete er Ritt Momney mit Freunden als Indie-Rock-Band. Der Bandname ist ein Spoonerismus von Mitt Romney, dem unterlegenen Präsidentschaftskandidaten 2012 der Republikanischen Partei, der später Senator von Utah wurde. Mit dem Ende der Schulzeit löste sich die Band auf, weil sich die Mitglieder zum Studium oder aufgrund religiöser Aktivitäten zerstreuten. Rutter wandte sich dagegen von der Religion ab.
Er behielt den Namen weiter, um solo Musik zu veröffentlichen. Ab 2017 brachte er mehrere Songs heraus und mit seinem Debütalbum Her and All of My Friends erregte er größere Aufmerksamkeit und bekam größere Auftritte. Seine erste Tour als Support von Dayglow musste aber abgesagt werden, als im Frühjahr 2020 die COVID-19-Pandemie aufkam. Er nutzte seine online erworbene Bekanntheit und veröffentlichte weitere Songs im Internet. Seine Coverversion von Put Your Records On, 2006 ein Nummer-2-Hit in Großbritannien von Corinne Bailey Rae, wurde durch die Verwendung auf der Videoplattform TikTok zum Hit. Anschließend wurde er auch ein internationaler Singleerfolg. In Nordamerika und Europa schaffte er es in den meisten Ländern in die Charts und in Australien und Neuseeland platzierte er sich sogar in den Top 10.
Noch im September 2020 bekam er von Disruptor/Columbia einen Plattenvertrag angeboten. Im folgenden Jahr veröffentlichte er eine Reihe weiterer Singles und im Oktober 2021 das erste Labelalbum Sunny Boy, an den Erfolg seines einen Hits konnte er aber nicht anknüpfen.

## Diskografie
Alben
- Her and All of My Friends (2019)
- Sunny Boy (2021)

Lieder
- Young Adult (2017)
- Theatre Kid (2017)
- Something, in General (2018)
- Paper News (2018)
- Phoebe (2019)
- On Love (2019)
- (If) The Book Doesn’t Sell (2019)
- Put Your Records On (2020)
- Not Around (2021)
- Set the Table (featuring Claud, 2021)
- Escalator
- Show Runner 99 (2021)
- Sometime (2021)

## Auszeichnungen für Musikverkäufe
| Goldene Schallplatte - Dänemark - 2021: für die Single Put Your Records On - Mexiko - 2023: für die Single Put Your Records On - Portugal - 2021: für die Single Put Your Records On Platin-Schallplatte - Australien - 2021: für die Single Put Your Records On - Neuseeland - 2021: für die Single Put Your Records On 2× Platin-Schallplatte - Kanada - 2022: für die Single Put Your Records On |

Anmerkung: Auszeichnungen in Ländern aus den Charttabellen bzw. Chartboxen sind in ebendiesen zu finden.
| Land/RegionAuszeichnungen für Musikverkäufe (Land/Region, Auszeichnungen, Verkäufe, Quellen) | Gold     | Platin     | Verkäufe  | Quellen                   |
| -------------------------------------------------------------------------------------------- | -------- | ---------- | --------- | ------------------------- |
| Australien (ARIA)                                                                            | —        | Platin1    | 70.000    | aria.com.au               |
| Dänemark (IFPI)                                                                              | Gold1    | —          | 45.000    | ifpi.dk                   |
| Kanada (MC)                                                                                  | —        | 2× Platin2 | 160.000   | musiccanada.com           |
| Mexiko (AMPROFON)                                                                            | Gold1    | —          | 30.000    | amprofon.com.mx           |
| Neuseeland (RMNZ)                                                                            | —        | Platin1    | 30.000    | aotearoamusiccharts.co.nz |
| Portugal (AFP)                                                                               | Gold1    | —          | 5.000     | Einzelnachweise           |
| Vereinigte Staaten (RIAA)                                                                    | —        | Platin1    | 1.000.000 | riaa.com                  |
| Vereinigtes Königreich (BPI)                                                                 | Gold1    | —          | 400.000   | bpi.co.uk                 |
| Insgesamt                                                                                    | 4× Gold4 | 5× Platin5 |           |                           |